# Göteborgsöverenskommelsen
Göteborgsöverenskommelsen (ibland förkortad som "Göken") var ett trafikpaket där syftet var att genomföra olika infrastruktur- och trafikprojekt i Göteborgsregionen genom en gemensam finansiering. Projektet initierades under 1990-talet, dock genomfördes huvuddelen av satsningarna först under början av 2000-talet. Parterna var å ena sidan svenska staten i form av Näringsdepartementet, och å andra sidan främst Göteborgs kommun, dock fick ytterligare ett antal kommuner del av satsningarna eftersom även Göteborgsregionens kommunalförbund deltog i avtalet.
På grund av fördyrningar betalades senare extra statsbidrag ut, för belopp som kommunen tidigare lagt ut för. Det överskott som då uppstod användes under namnet Gökungen till nya likartade ändamål. 

## De olika projekten (i urval)
- Götatunneln blev efter lång byggtid färdigställd år 2006 och ersatte den tidigare sträckningen av trafikleden längs vattenlinjen av Södra älvstranden.
- Spårvägsringleden Kringen innebar att en ringled för spårvagnarna byggdes strax utanför city. I detta ingick Chalmerstunneln, spårväg i Skånegatan och en kortare länk vid Annedalskyrkan. Sista sträckan, spårväg längs Södra älvstranden invigdes i augusti 2015.
- Införskaffande av 65 nya spårvagnar av modell M32.
- Inskaffande av en miljöbilsflotta hos kommunen.
- Upprustning av olika spårvagnshållplatser och torg. Pengar gick också till förbättring av trafiksäkerheten, bland annat i form av rondeller och farthinder.